# Llamadas telefónicas
Llamadas telefónicas és el primer llibre de contes de l'escriptor xilè Roberto Bolaño (1953-2003), publicat per primera vegada el novembre de 1997 per l'Editorial Anagrama a les col·leccions Narrativas hispánicas y Compactos, a la ciutat de Barcelona.
Va ser el primer llibre de Bolaño que va ser publicat sense necessitat de provar sort enviant-ho a diverses editorials, ja que la publicació prèvia d'Estrella distante, també a Anagrama, va originar una estreta relació laboral i d'amistat entre ell i Jorge Herralde, propietari de l'editorial.
Llamadas telefónicas posteriorment va ser publicat per la mateixa editorial juntament amb dos llibres seus de contes Putas assassinas i El gaucho insufrible en un únic llibre anomenat Contes.

## Estructura
El llibre, dedicat a la seva esposa Carolina López, està compost per catorze contes dividits en tres parts titulades com l'últim conte de cadascuna: la primera, «Llamadas telefónicas», inclou els cinc primers contes; la segona, «Detectives», altres cinc, i l'última, «Vida de Anne Moore», els quatre restants.
Les tres parts difereixen en la temàtica. «Llamadas telefónicas» tracta fonamentalment sobre històries que tenen com a protagonista essencial la literatura, és a dir els escriptors. «Detectives» està integrada per una sèrie de contes foscos una mica policials, i «Vida da Anne Moore» són històries on les protagonistes són dones, totes elles fortes i lluitadores.

## Arguments
Els contes, agrupats en les seves tres seccions respectives, són els següents:
1. «Llamadas telefónicas»
  - Sensini

Un escriptor jove exiliat a Barcelona estableix contacte per correu amb en Luis Antonio Sensini, escriptor argentí exiliat a Madrid, que aconsella l'escriptor sobre l'ofici de participar en concursos literaris
  - Henri Simon Leprince

Un escriptor francès fracassat adquireix certa notorietat durant la Segona Guerra Mundial ajudant els seus compatriotes de la Resistència a fugir dels col·laboracionistes.
  - Enrique Martín

Un dolent poeta insisteix en la seva obra demanant l'opinió del seu conegut, el narrador. No obstant això, amb el temps es distancien i només tornen a saber l'un de l'altre en poques i estranyes circumstàncies. Conte dedicat a l'Enrique Vila-Matas.
  - Una aventura literària

El poc llegit escriptor B escriu el seu primer llibre en una editorial important, on es burla de diferents escriptors reeixits i comercials, entre ells A. Per a la seva sorpresa, aquest últim critica positivament el seu llibre, la qual cosa motiva B a buscar A per demanar-li explicacions.
  - Trucades telefòniques

B va estar enamorat de X, però aquesta talla la relació. Anys després, B reprèn el contacte amb X, la qual cosa donarà inici a una intensa i soferta relació. B truca constantment a X, però s'adonarà que no és l'únic a trucar-la.
2. Detectius 
  - El Cuc

El jove Arturo Belano de setze anys decideix deixar d'anar al col·legi situat a la ciutat de Mèxic. Per dedicar-se a llegir, visitar llibreries i veure pel·lícules. Al carrer iniciarà amistat amb un mexicà del nord que sempre està armat, i que segons en Belano físicament s'assembla a un cuc.
  - La neu

En Rogelio Estrada, fill d'un comunista xilè exiliat a la Unió Soviètica. Explica la història de la seva vida a Moscou, amb el sobrenom de Roger Strada, lligat a la màfia russa, a les apostes esportives i a les atletes de salt d'altura, durant la dissolució soviètica i la construcció de la Rússia actual.
  - Un altre conte rus

Un sorge sevillà de la Divisió Blava és enviat com a suport de la SS a Rússia, on els nazis són derrotats i se salva per un joc de paraules. La història arriba a l'orella d'en Amalfitano. Conte dedicat a Anselmo Sanjuán.[13][nota 1]
  - William Burns

En William Burns, nord-americà de Ventura, cuida dues dones d'edat diferent en una casa aïllada d'un poble de muntanya, propietat d'un home que elles anomenen l'assassí. En Burns va al centre de la ciutat per trobar l'home, però en canvi torna amb tres gossos, dos dels quals són de les dones i estaven perduts, més un del propietari de les quals anirà fins a la seva casa a recuperar-lo. La història l'explica el mateix Burns a n'en Pancho Monge, policia de Santa Teresa, Sonora.[14][nota 2]
  - Detectius

En Contreras i l'Arancibia, dos detectius xilens d'esquerres, viatgen en un vehicle mantenint un diàleg sobre la predilecció dels llatins per les armes blanques per sobre les de foc, de la covardia dels xilens, i del record de quan es van retrobar amb l'Arturo Belano, antic company de col·legi de tots dos. Va ser detingut, després del seu retorn a Mèxic, després del Cop d'estat del 1973.
3. Vida de Anne Moore
  - Compañeros de celda

El narrador, possiblement l'Arturo Belano, manté una intensa relació sexual amb la Sofia, una basca de Bilbao que, com ell, també va estar presa al novembre de 1973. Però la Sofia té altres amants, i tant la seva salut física com la mental acabaran progressivament deteriorant-se.
  - Clara

El narrador explica la seva relació amb la Clara, que coneix a Barcelona i que acaba de ser major d'edat, i actualment viu al sud d'Espanya. Encara que l'amor no perdura i tots dos continuen amb les seves vides (la de la Clara és tràgica i plena de desil·lusions), passen els anys i aquest no pot tallar mai del tot el lligam afectiu amb ella.
  - Joanna Silvestri

La Joanna Silvestri, actriu porno de 37 anys enllitada en una clínica de Nimes, recorda la seva relació amorosa amb el seu antic company amb en Jack Holmes, durant una visita de treball a Los Angeles. En el marc d'una entrevista amb un detectiu xilè.[nota 3] Conte dedicat a la Paula Massot, dona de l'Enrique Vila-Matas.[2]
  - Vida de Anne Moore

La vida de Anne Moore, estatunidenca de Chicago però criada a Great Falls (Montana), és narrada a partir dels seus innombrables fracassos amorosos: un pintor mediocre, un mexicà traficant de drogues, un negre conversador amb vocació de proxeneta, un sud-coreà treballador i assidu als cinemes pornogràfics, un obrer de la construcció, el mateix narrador (possiblement Arturo Belano), entre d'altres. Són els homes que envolten Anne pels seus trànsits per San Francisco, Seattle, Ciutat de Mèxic, Barcelona, Girona i altres llocs, no tenint molta millor sort que la Susan, la seva única germana.

## Recepció i crítica
Igual que les seves dues novel·les anteriors La literatura nazi a Amèrica i Estel distant, aquest llibre va rebre positives ressenyes de la premsa literària. Ignacio Echevarría, amb qui començaria una bona relació d'amistat i que es convertiria després de la mort de Bolaño en l'editor de les seves obres pòstumes Entre parèntesis i 2666. Echevarría ja havia escrit una bona crítica a El País sobre l l'Estrella distante repetint en aquesta ocasió la seva admiració per Llamadas telefónicas. El crític Masoliver Ródenas també va repetir el seu entusiasme, després d'haver escrit a La Vanguardia positivament sobre La literatura nazi en América.
L'obra també va cridar l'atenció de Mihály Dés i Fernando Valls, directors de les revistes literàries Lateral i Quimera, respectivament. Enrique Vila-Matas, un altre escriptor amb qui havia començat una relació d'amistat, es refereix a Bolaño en una de les seves cròniques d'El País com «el millor escriptor xilè actual».
A Xile va rebre una gran rebuda per part dels crítics Rodrigo Pinto i Patricia Espinosa. Aquesta ja havia descobert l'autor amb Estrella distante, sentenciant llavors que «Roberto Bolaño se'ns ve a situar de cop com un dels millors narradors xilens d'avui».
Malgrat les excel·lents crítiques, igual que les seves obres anteriors, Trucades telefòniques no va tenir una gran resposta en les vendes, encara que va duplicar les vendes aconseguides per Estrella distante el primer any. A tot el món va vendre un total de 2.651 exemplars el primer any i 849 exemplars el segon.

## Anàlisi de l'obra
«Sensini» és considerat per diversos crítics el millor conte de l'escriptor. En una nota preliminar del seu llibre Monsieur Pain (1999), Bolaño diu que aquest conte narra les seves candidatures a concursos de província espanyoles durant el 1984, any en què va obtenir dos premis amb Monsieur Pain, però amb dos títols diferents.
Els contes Sensini, Enrique Martín i Una aventura literària són per als investigadors Andrea Cobas i Verónica Garibotto «petites rondalles sobre les possibilitats de l'escriptor contemporani» que «giren al voltant de la tensió entre mercat, consagració i resistència». En el tercer dels contes, el protagonista s'ajusta completament a les regles del mercat editorial. En el segon, Enrique Martín es ven al mercat, però manté un treball íntim paral·lel. I en el primer, els personatges entren a la indústria, però sense acceptar del tot les seves regles. Aquesta ètica de Sensini, per Cobas i Garibotto, s'assembla a la d'Arturo Belano en Els detectius salvatges, quan intenta ingressar al mercat escrivint novel·les, però sense per això deixar de burlar-se dels distingits cercles literaris.
El conte «Detectives» és una història basada en fets reals viscuts per l'autor.
«Joanna Silvestri» aprofundeix sobre la cerca de Carlos Wieder, el criminal protagonista de la novel·la Estrella distante i de l'última biografia de La literatura nazi a Amèrica. Segons l'investigador argentí Ezequiel De Rosso, el personatge de Jack Holmes al·ludeix a John Holmes, actor porno de les dècades de 1970 i 1980 conegut per la seva prolífica carrera i la grandària del seu membre.
Pel que fa a «Vida d'Anne Moore», l'acadèmic Chris Andrews relaciona el seu protagonista amb la de la novel·la Amulet, com a exemples de l'interès de Bolaño per l'«experiència episòdica» per sobre la «diacrònica», d'acord amb la classificació del filòsof anglès Galen Strawson. D'acord amb Andrews, la nord-americana Anne Moore —el nom de la qual sona semblant a la frase «and more», que significa «més, i més»— és una dona que viu contínuament en el present buscant l'amor perfecte, i rebutjant tant el futur com el passat.

## Premis
El conte «Sensini» va obtenir en 1997 el Premi Literari Kutxa Ciutat de Sant Sebastià, al millor conte en castellà, essent publicat amb una petita edició de 36 pàgines. Aquest premi ja l'havia guanyat el 1994, en la categoria de llibre de poesia en castellà, pel seu llibre Los perros románticos.
El llibre va obtenir també el Premio Ámbito Literario de Narrativa i el Premio Municipal de Santiago de Xile el 1998, a la modalitat de conte.[4]